# Municipio de Boone (condado de Wright, Iowa)
El municipio de Boone (en inglés: Boone Township) es un municipio ubicado en el condado de Wright en el estado estadounidense de Iowa. En el año 2010 tenía una población de 119 habitantes y una densidad poblacional de 1,25 personas por km².

## Geografía
El municipio de Boone se encuentra ubicado en las coordenadas 42°51′50″N 93°54′43″O / 42.86389, -93.91194. Según la Oficina del Censo de los Estados Unidos, el municipio tiene una superficie total de 95.39 km², de la cual 95,39 km² corresponden a tierra firme y (0 %) 0 km² es agua.

## Demografía
Según el censo de 2010, había 119 personas residiendo en el municipio de Boone. La densidad de población era de 1,25 hab./km². De los 119 habitantes, el municipio de Boone estaba compuesto por el 100 % blancos. Del total de la población el 0 % eran hispanos o latinos de cualquier raza.